# EPrix Buenos Aires 2017
ePrix Buenos Aires 2017 (oryg. 2017 FIA Formula E Buenos Aires ePrix) – druga runda Formuły E w sezonie 2016/2017. Zawody odbyły się 18 lutego 2017 roku na ulicznym torze w Buenos Aires.

## Lista startowa
| Nr | Kierowca               | Zespół                          | Samochód             | Silnik                  | Opony |
| -- | ---------------------- | ------------------------------- | -------------------- | ----------------------- | ----- |
| 2  | Sam Bird               | DS Virgin Racing Formula E Team | Spark-Citroën        | Virgin DSV-02           | M     |
| 3  | Nelson Piquet Jr.      | NextEV NIO                      | Spark-NEXTEV         | NEXTEV TCR Formula 002  | M     |
| 4  | Stéphane Sarrazin      | Venturi Formula E Team          | Spark-Venturi        | Venturi VM200-FE-02     | M     |
| 5  | Maro Engel             | Venturi Formula E Team          | Spark-Venturi        | Venturi VM200-FE-02     | M     |
| 6  | Loïc Duval             | Faraday Future Dragon Racing    | Spark-Penske         | Penske 701-EV1          | M     |
| 7  | Jérôme d’Ambrosio      | Faraday Future Dragon Racing    | Spark-Penske         | Penske 701-EV           | M     |
| 8  | Nicolas Prost          | Renault e.Dams                  | Spark-Renault        | Renault Z.E 16          | M     |
| 9  | Sébastien Buemi        | Renault e.Dams                  | Spark-Renault        | Renault Z.E 16          | M     |
| 11 | Lucas Di Grassi        | ABT Schaeffler Audi Sport       | Spark-Abt Sportsline | ABT Schaeffler FE02     | M     |
| 19 | Felix Rosenqvist       | Mahindra Racing Formula E Team  | Spark-Mahindra       | Mahindra M3ELECTRO      | M     |
| 20 | Mitch Evans            | Panasonic Jaguar Racing         | Spark-Jaguar         | Jaguar I-Type 1         | M     |
| 23 | Nick Heidfeld          | Mahindra Racing Formula E Team  | Spark-Mahindra       | Mahindra M3ELECTRO      | M     |
| 25 | Jean-Éric Vergne       | Techeetah                       | Spark-Renault        | Renault Z.E 16          | M     |
| 27 | Robin Frijns           | MS Amlin Andretti               | Spark-Andretti       | ATEC-02                 | M     |
| 28 | António Félix da Costa | MS Amlin Andretti Formula E     | Spark-Andretti       | ATEC-02                 | M     |
| 33 | Ma Qinghua             | Techeetah                       | Spark-Renault        | Renault Z.E 16          | M     |
| 37 | José María López       | DS Virgin Racing Formula E Team | Spark-Citroën        | Virgin DSV-02           | M     |
| 47 | Adam Carroll           | Panasonic Jaguar Racing         | Spark-Jaguar         | Jaguar I-Type 1         | M     |
| 66 | Daniel Abt             | ABT Schaeffler Audi Sport       | Spark-Abt Sportsline | ABT Schaeffler FE02     | M     |
| 88 | Oliver Turvey          | NEXTEV TCR Formula E Team       | Spark-NEXTEV         | NEXTEV TCR FormulaE 002 | M     |
| Nr | Kierowca               | Zespół                          | Samochód             | Silnik                  | Opony |

## Wyniki

### I Sesja treningowa
| Nr | Kierowca         | Konstruktor      | Czas     | Okr. |
| -- | ---------------- | ---------------- | -------- | ---- |
| 37 | José María López | DS Virgin Racing | 1:09,431 | 16   |

### II Sesja treningowa
| Nr | Kierowca | Konstruktor      | Czas     | Okr. |
| -- | -------- | ---------------- | -------- | ---- |
| 2  | Sam Bird | DS Virgin Racing | 1:08,792 | 17   |

### Kwalifikacje
Źródło: fiaformulae.com
| 1                 | 25 | Jean-Éric Vergne       | Techeetah                    | 1:08,751 |         |
| 2                 | 9  | Sébastien Buemi        | Renault e.Dams               | 1:09,018 |         |
| 3                 | 11 | Lucas Di Grassi        | ABT Schaeffler Audi Sport    | 1:09,084 |         |
| 4                 | 88 | Oliver Turvey          | NextEV NIO                   | 1:09,314 |         |
| 5                 | 3  | Nelson Piquet Jr.      | NextEV NIO                   | 1:09,383 |         |
| 6                 | 8  | Nicolas Prost          | Renault e.Dams               | 1:09,442 | 6       |
| 7                 | 20 | Mitch Evans            | Panasonic Jaguar Racing      | 1:09,505 | 7       |
| 8                 | 19 | Felix Rosenqvist       | Mahindra Racing              | 1:09,681 | 8       |
| 9                 | 7  | Jérôme d’Ambrosio      | Faraday Future Dragon Racing | 1:09,697 | 9       |
| 10                | 2  | Sam Bird               | DS Virgin Racing             | 1:09,839 | 10      |
| 11                | 4  | Stéphane Sarrazin      | Venturi                      | 1:10,100 | 11      |
| 12                | 23 | Nick Heidfeld          | Mahindra Racing              | 1:10,152 | 12      |
| 13                | 27 | Robin Frijns           | MS Amlin Andretti            | 1:10,172 | 13      |
| 14                | 6  | Loïc Duval             | Faraday Future Dragon Racing | 1:10,257 | 14      |
| 15                | 47 | Adam Carroll           | Panasonic Jaguar Racing      | 1:10,946 | 15      |
| 16                | 66 | Daniel Abt             | ABT Schaeffler Audi Sport    | 1:13,284 | 16      |
| 17                | 28 | António Félix da Costa | MS Amlin Andretti            | 1:13,326 | 17      |
| Niesklasyfikowani |    |                        |                              |          |         |
|                   | 37 | José María López       | DS Virgin Racing             | 1:16,760 | 18      |
|                   | 33 | Ma Qinghua             | Techeetah                    | 1:22,405 | 19      |
|                   | 5  | Maro Engel             | Venturi                      | 1:44,239 | 20      |
| Poz.              | Nr | Kierowca               | Konstruktor                  | Czas     | Poz. s. |

#### Super Pole
| Poz. | Nr | Kierowca          | Konstruktor               | Czas     | Poz. s. |
| ---- | -- | ----------------- | ------------------------- | -------- | ------- |
| 1    | 11 | Lucas Di Grassi   | ABT Schaeffler Audi Sport | 1:09,404 | 1       |
| 2    | 25 | Jean-Éric Vergne  | Techeetah                 | 1:09,598 | 2       |
| 3    | 9  | Sébastien Buemi   | Renault e.Dams            | 1:09,825 | 3       |
| 4    | 88 | Oliver Turvey     | NextEV NIO                | 1:10,075 | 4       |
| 5    | 3  | Nelson Piquet Jr. | NextEV NIO                | 1:11,274 | 5       |
| Poz. | Nr | Kierowca          | Konstruktor               | Czas     | Poz. s. |

### Wyścig
Źródło: Wyprzedź Mnie!
| P                 | + / –     | Nr | Kierowca               | Konstruktor                  | Okr. | Czas / Strata | Komentarz |
| ----------------- | --------- | -- | ---------------------- | ---------------------------- | ---- | ------------- | --------- |
| 1                 | 2         | 9  | Sébastien Buemi        | Renault e.Dams               | 37   | –             |           |
| 2                 | Bez zmian | 25 | Jean-Éric Vergne       | Techeetah                    | 37   | +0:02,996     |           |
| 3                 | 2         | 11 | Lucas Di Grassi        | ABT Schaeffler Audi Sport    | 37   | +0:06,921     |           |
| 4                 | 2         | 8  | Nicolas Prost          | Renault e.Dams               | 37   | +0:08,065     |           |
| 5                 | Bez zmian | 3  | Nelson Piquet Jr.      | NextEV NIO                   | 37   | +0:09,770     |           |
| 6                 | 8         | 6  | Loïc Duval             | Faraday Future Dragon Racing | 37   | +0:35,103     |           |
| 7                 | 9         | 66 | Daniel Abt             | ABT Schaeffler Audi Sport    | 37   | +0:35,801     |           |
| 8                 | 1         | 7  | Jérôme d’Ambrosio      | Faraday Future Dragon Racing | 37   | +0:36,335     |           |
| 9                 | 5         | 88 | Oliver Turvey          | NextEV NIO                   | 37   | +0:37,111     |           |
| 10                | 8         | 37 | José María López       | DS Virgin Racing             | 37   | +0:38,206     |           |
| 11                | 6         | 28 | António Félix da Costa | MS Amlin Andretti            | 37   | +0:43,740     |           |
| 12                | 1         | 4  | Stéphane Sarrazin      | Venturi                      | 37   | +0:44,243     |           |
| 13                | 6         | 20 | Mitch Evans            | Panasonic Jaguar Racing      | 37   | +0:44,918     |           |
| 14                | 1         | 27 | Robin Frijns           | MS Amlin Andretti            | 37   | +0:49,683     |           |
| 15                | 3         | 23 | Nick Heidfeld          | Mahindra Racing              | 37   | +0:51,456     |           |
| 16                | 3         | 33 | Ma Qinghua             | Techeetah                    | 36   | +1 okr.       |           |
| 17                | 2         | 47 | Adam Carroll           | Panasonic Jaguar Racing      | 36   | +1 okr.       |           |
| 18                | 10        | 19 | Felix Rosenqvist       | Mahindra Racing              | 34   | +3 okr.       |           |
| Niesklasyfikowani |           |    |                        |                              |      |               |           |
|                   |           | 5  | Maro Engel             | Venturi                      | 26   | +11 okr.      |           |
|                   |           | 2  | Sam Bird               | DS Virgin Racing             | 20   | +17 okr.      |           |
| P                 | + / –     | Nr | Kierowca               | Konstruktor                  | Okr. | Czas / Strata | Komentarz |

### Najszybsze okrążenie
| Nr | Kierowca         | Konstruktor     | Czas     | Okr. |
| -- | ---------------- | --------------- | -------- | ---- |
| 19 | Felix Rosenqvist | Mahindra Racing | 1:09,467 | 31   |

### Prowadzenie w wyścigu
Źródło: Racing–Reference.info
| Nr                              | Kierowca         | Okrążenia   | Suma |
| ------------------------------- | ---------------- | ----------- | ---- |
| 9                               | Sébastien Buemi  | 5-19, 20-37 | 31   |
| 25                              | Jean-Éric Vergne | 2-5         | 3    |
| 11                              | Lucas Di Grassi  | 1-2         | 2    |
| 19                              | Felix Rosenqvist | 19-20       | 1    |
| \| Wykres \| \| ------ \| \| \| |                  |             |      |
| Wykres                          |                  |             |      |
|                                 |                  |             |      |

## Klasyfikacja po zakończeniu wyścigu

### Kierowcy
| P  | +/− | Kierowca               | Starty | Punkty | P1 | P2 | P3 | PP | NO | NS |
| -- | --- | ---------------------- | ------ | ------ | -- | -- | -- | -- | -- | -- |
| 1  | 0   | Sébastien Buemi        | 3      | 75     | 3  | –  | –  | –  | –  | –  |
| 2  | 0   | Lucas Di Grassi        | 3      | 46     | –  | 1  | 1  | 1  | –  | –  |
| 3  | 0   | Nicolas Prost          | 3      | 36     | –  | –  | –  | –  | –  | –  |
| 4  | +8  | Jean-Éric Vergne       | 3      | 22     | –  | 1  | –  | –  | –  | 1  |
| 5  | −1  | Felix Rosenqvist       | 3      | 22     | –  | –  | 1  | 1  | 2  | –  |
| 6  | −1  | Sam Bird               | 3      | 18     | –  | 1  | –  | –  | –  | 1  |
| 7  | −1  | Nick Heidfeld          | 3      | 17     | –  | –  | 1  | –  | –  | –  |
| 8  | +2  | Daniel Abt             | 3      | 14     | –  | –  | –  | –  | –  | 1  |
| 9  | +4  | Nelson Piquet Jr.      | 3      | 13     | –  | –  | –  | 1  | –  | –  |
| 10 | −2  | Oliver Turvey          | 3      | 12     | –  | –  | –  | –  | –  | –  |
| 11 | −4  | António Félix da Costa | 3      | 10     | –  | –  | –  | –  | –  | 1  |
| 12 | +3  | Loïc Duval             | 3      | 10     | –  | –  | –  | –  | 1  | –  |
| 13 | −2  | Jérôme d’Ambrosio      | 3      | 10     | –  | –  | –  | –  | –  | –  |
| 14 | −5  | Robin Frijns           | 3      | 8      | –  | –  | –  | –  | –  | –  |
| 15 | −1  | Maro Engel             | 3      | 2      | –  | –  | –  | –  | –  | 2  |
| 16 | +1  | José María López       | 3      | 2      | –  | –  | –  | –  | –  | 1  |
| 17 | −1  | Stéphane Sarrazin      | 3      | 1      | –  | –  | –  | –  | –  | –  |
| 18 | 0   | Adam Carroll           | 3      | 0      | –  | –  | –  | –  | –  | –  |
| 19 | +1  | Mitch Evans            | 3      | 0      | –  | –  | –  | –  | –  | 1  |
| 20 | −1  | Ma Qinghua             | 3      | 0      | –  | –  | –  | –  | –  | 1  |
| P  | +/− | Kierowca               | Starty | Punkty | P1 | P2 | P3 | PP | NO | NS |

### Zespoły
| P  | +/− | Konstruktor                  | Starty | Punkty | P1 | P2 | P3 | PP | NO | NS |
| -- | --- | ---------------------------- | ------ | ------ | -- | -- | -- | -- | -- | -- |
| 1  | 0   | Renault e.Dams               | 6      | 111    | 3  | –  | –  | –  | –  | –  |
| 2  | +1  | ABT Schaeffler Audi Sport    | 6      | 60     | –  | 1  | 1  | 1  | –  | 1  |
| 3  | −1  | Mahindra Racing              | 6      | 39     | –  | –  | 2  | 1  | 2  | –  |
| 4  | +2  | NextEV NIO                   | 6      | 25     | –  | –  | –  | 1  | –  | –  |
| 5  | +3  | Techeetah                    | 6      | 22     | –  | 1  | –  | –  | –  | 2  |
| 6  | −2  | DS Virgin Racing             | 6      | 20     | –  | 1  | –  | –  | –  | 2  |
| 7  | 0   | Faraday Future Dragon Racing | 6      | 20     | –  | –  | –  | –  | 1  | –  |
| 8  | −3  | MS Amlin Andretti            | 6      | 18     | –  | –  | –  | –  | –  | 1  |
| 9  | 0   | Venturi                      | 6      | 3      | –  | –  | –  | –  | –  | 2  |
| 10 | 0   | Panasonic Jaguar Racing      | 6      | 0      | –  | –  | –  | –  | –  | 1  |
| P  | +/− | Kierowca                     | Starty | Punkty | P1 | P2 | P3 | PP | NO | NS |